# Коза (Анседония)
Вижте пояснителната страница за други значения на Коза.
Коза днес Анседония (Cosa – Ansedonia) е римска колония в Южна Тоскана на 113 м над м.р., на Тиренско море, около 139 км от Рим.
Коза е основана през 273 пр.н.е. близо до етруския град Вулци.